# Abraxas rubrolutea
Abraxas rubrolutea är en fjärilsart som beskrevs av Rayner 1909. Abraxas rubrolutea ingår i släktet Abraxas och familjen mätare. Inga underarter finns listade i Catalogue of Life.